# اس‌تی‌اس-۱۰۴
اس‌تی‌اس-۱۰۴ (انگلیسی: STS-104) یکی از ماموریت‌های برنامه شاتل‌های فضایی بود که در تاریخ ۱۲ ژوئیه ۲۰۰۱ از پایگاه فضایی کندی به ایستگاه فضایی بین‌المللی پرتاب شد. این ماموریت توسط شاتل آتلانتیس انجام گرفت و بخشی از پروژه مونتاژ قطعات ایستگاه فضایی بین‌المللی بود. هدف اصلی این ماموریت نصب قطعه Quest Joint Airlock بود.